# 徳田和夫
徳田 和夫（とくだ かずお、1948年(昭和23年) - ）は、日本の国文学者、学習院女子大学名誉教授。専攻は中世日本の説話・お伽草子・絵巻・芸能、民間説話。

## 略歴
群馬県前橋市に生まれる。國學院大學文学部国文科卒、同大学院文学研究科博士課程中退。1981年日本古典文学会賞受賞。国文学研究資料館助手、学習院女子短期大学講師、助教授を経て、1989年同短期大学教授。1998年、学習院女子大学教授。2019年3月に学習院女子大学を定年退職し、同年4月より名誉教授。

## 著書
- 『お伽草子研究』三弥井書店、1988
- 『絵語りと物語り』平凡社 イメージ・リーディング叢書、 1990
- 『お伽草子』岩波セミナーブックス 古典講読シリーズ、1993
- 『東の妖怪・西のモンスター 想像力の文化比較』勉誠出版、2018

### 共編・校注
- 『絵解き台本集』林雅彦共編　三弥井書店、1983 伝承文学資料集
- 『新日本古典文学大系 室町物語集』市古貞次、秋谷治、沢井耐三、田嶋一夫共校注　岩波書店、1989-1992
- 『新潮古典文学アルバム お伽草子 伊曾保物語』編著 新潮社、1991
- 『真銅本「住吉物語」の研究』小林健二、菊地仁共著 笠間書院、1996 笠間叢書
- 『散文文学「説話」の世界』江本裕、高橋伸幸共編 三弥井書店、1996 講座日本の伝承文学
- 『在地伝承の世界』菊地仁、錦仁共編 三弥井書店、1999-2000 講座日本の伝承文学
- 『お伽草子事典』編　東京堂出版、2002
- 『寺社縁起の文化学』堤邦彦共編 森話社、2005
- 『お伽草子百花繚乱』編　笠間書院、2008
- 『遊楽と信仰の文化学』堤邦彦共編 森話社、2010
- 『中世の寺社縁起と参詣』編 竹林舎、2013 中世文学と隣接諸学